# ランカース
有限会社ランカース（英: LANCARSE Ltd.）は、コンピューターゲームソフトウェア開発を行う日本の企業。

## 概要
過去にパンドラボックス、ネクサスインターラクト、彩ワークスに所属していた星野光弘によって2004年6月に設立された。

## 開発タイトル
特記のない場合は開発全般を担当。
| 発売日         | タイトル                                                             | プラットフォーム                                              | 発売元                             | 備考                                                                |
| -------------- | -------------------------------------------------------------------- | ------------------------------------------------------------- | ---------------------------------- | ------------------------------------------------------------------- |
| 2005年8月25日  | パズルボブルDS                                                       | DS                                                            | タイトー                           |                                                                     |
| 2005年12月1日  | まわしてコロン                                                       | DS                                                            | タイトー                           |                                                                     |
| 2006年10月5日  | かわいい仔犬DS                                                       | DS                                                            | エム・ティー・オー                 |                                                                     |
| 2007年1月18日  | 世界樹の迷宮                                                         | DS                                                            | アトラス                           | プログラム全般、企画・デザイン一部                                  |
| 2007年4月19日  | サンエックス キャラさがしランド                                      | DS                                                            | エム・ティー・オー                 |                                                                     |
| 2008年2月14日  | 仔犬でくるりん                                                       | DS                                                            | エム・ティー・オー                 |                                                                     |
| 2008年2月21日  | 世界樹の迷宮II 諸王の聖杯                                            | DS                                                            | アトラス                           | プログラム全般、デザイン一部                                        |
| 2008年3月13日  | 影之伝説 -THE LEGEND OF KAGE 2-                                      | DS                                                            | タイトー                           |                                                                     |
| 2008年8月28日  | サンエックス キャラクターチャンネル                                  | DS                                                            | エム・ティー・オー                 |                                                                     |
| 2008年10月7日  | みんなであそぼう! 仔犬でくるりん                                     | DS                                                            | エム・ティー・オー                 |                                                                     |
| 2008年12月18日 | BLEACH バーサス・クルセイド                                          | Wii                                                           | セガ                               | プログラム一部                                                      |
| 2008年12月18日 | スペースパズルボブル                                                 | DS                                                            | エム・ティー・オー                 |                                                                     |
| 2009年2月26日  | 内田康夫DSミステリー 名探偵・浅見光彦シリーズ 「副都心連続殺人事件」 | DS                                                            | ディースリー・パブリッシャー       | シナリオ、背景画以外全般                                            |
| 2009年4月30日  | ジュエルペット かわいい魔法のファンタジー                            | DS                                                            | エム・ティー・オー                 |                                                                     |
| 2009年10月8日  | 真・女神転生 STRANGE JOURNEY                                         | DS                                                            | アトラス                           | プログラム全般                                                      |
| 2009年12月17日 | ジュエルペット 魔法のDSキラピカリーン☆                               | DS                                                            | エム・ティー・オー                 |                                                                     |
| 2009年12月22日 | KURULIN FUSION                                                       | PSP                                                           | エム・ティー・オー                 | PlayStation Store配信専用                                           |
| 2010年2月25日  | ワイズマンズワールド                                                 | DS                                                            | ジャレコ                           |                                                                     |
| 2010年8月5日   | ジュエルペット 魔法のお部屋でいっしょにあそぼう!                     | DS                                                            | エム・ティー・オー                 |                                                                     |
| 2010年11月     | BUBBLE BOBBLE DOUBLE                                                 | iOS                                                           | タイトー                           |                                                                     |
| 2011年4月28日  | エルシャダイ                                                         | PS3・Xbox 360                                                 | イグニッション・エンターテイメント | プログラム一部                                                      |
| 2011年11月10日 | ジュエルペット 魔法のリズムでイェイッ!                               | 3DS                                                           | フリュー                           |                                                                     |
| 2011年12月15日 | かわいい仔犬3D                                                       | 3DS                                                           | エム・ティー・オー                 |                                                                     |
| 2012年1月      | レイフォース                                                         | iOS                                                           | タイトー                           |                                                                     |
| 2012年6月      | レイストーム                                                         | iOS                                                           | タイトー                           |                                                                     |
| 2012年9月6日   | ロストヒーローズ                                                     | 3DS・PSP                                                      | バンダイナムコゲームス             |                                                                     |
| 2012年11月8日  | ジュエルペット 魔法でおしゃれにダンス☆デコ～!                        | 3DS                                                           | フリュー                           |                                                                     |
| 2012年11月     | ギャラクシーダンジョン                                               | iOS                                                           | スクウェア・エニックス             | サーバーコア部分以外開発全般/運営                                   |
| 2013年5月23日  | Z/X 絶界の聖戦                                                       | PS3                                                           | 日本一ソフトウェア                 | シナリオ以外開発全般                                                |
| 2014年8月7日   | ロストディメンション                                                 | PS3・PS Vita                                                  | フリュー                           | シナリオ以外開発全般                                                |
| 2015年2月5日   | ロストヒーローズ2                                                    | 3DS                                                           | バンダイナムコゲームス             |                                                                     |
| 2015年2月18日  | 役満 鳳凰                                                            | Wii U ・3DS                                                   | 任天堂                             |                                                                     |
| 2015年4月30日  | ニトロプラス ブラスターズ                                            | AC                                                            | エクサム                           | キャラクターデザイン一部                                            |
| 2015年12月23日 | 機動戦士ガンダム エクストリームバーサス フォース                     | PS Vita                                                       | バンダイナムコエンターテインメント | バンダイナムコスタジオと共同開発                                    |
| 2016年3月3日   | ゲーム ドラえもん 新・のび太の日本誕生                               | 3DS                                                           | フリュー                           |                                                                     |
| 2016年3月9日   | 機動戦士ガンダム エクストリームバーサス マキシブースト ON            | AC                                                            | バンダイナムコエンターテインメント | 機体開発一部                                                        |
| 2017年3月2日   | ゲーム ドラえもん のび太の南極カチコチ大冒険                         | 3DS                                                           | フリュー                           |                                                                     |
| 2017年11月30日 | クレヨンしんちゃん 激アツ!おでんわ～るど大コン乱!!                   | 3DS                                                           | フリュー                           |                                                                     |
| 2018年3月1日   | ゲーム ドラえもん のび太の宝島                                       | 3DS                                                           | フリュー                           |                                                                     |
| 2018年3月1日   | 宇宙ホテル                                                           | PS4                                                           | ランカース                         |                                                                     |
| 2018年7月5日   | ザンキゼロ                                                           | PS4・PS Vita・Windows（Steam）                                | スパイク・チュンソフト             | プログラム全般、企画・デザイン一部 スパイク・チュンソフトと共同開発 |
| 2018年10月30日 | 機動戦士ガンダム エクストリームバーサス2                             | AC                                                            | バンダイナムコエンターテインメント | プログラム、企画、デザイン一部 バンダイナムコスタジオと共同開発     |
| 2018年11月29日 | 仮面ライダー クライマックススクランブル ジオウ                       | Switch                                                        | バンダイナムコエンターテインメント |                                                                     |
| 2018年11月29日 | ペルソナQ2 ニュー シネマ ラビリンス                                  | 3DS                                                           | アトラス                           | 企画・プログラム・デザイン アトラスと共同開発                       |
| 2019年2月28日  | ゲーム ドラえもん のび太の月面探査記                                 | Switch                                                        | フリュー                           |                                                                     |
| 2019年9月19日  | カードファイト!! ヴァンガード エクス                                 | PS4・Switch                                                   | フリュー                           |                                                                     |
| 2020年3月5日   | ゲーム ドラえもん のび太の新恐竜                                     | Switch                                                        | フリュー                           |                                                                     |
| 2020年7月30日  | 機動戦士ガンダム エクストリームバーサス マキシブースト ON            | PS4                                                           | バンダイナムコエンターテインメント | 企画・プログラム・デザイン バンダイナムコスタジオと共同開発         |
| 2021年3月10日  | 機動戦士ガンダム エクストリームバーサス2 クロスブースト              | AC                                                            | バンダイナムコアミューズメント     | 企画・プログラム・デザイン バンダイナムコスタジオと共同開発         |
| 2021年10月14日 | モナーク/Monark                                                      | PS4・PS5・Switch・Windows（Steam）                            | フリュー                           |                                                                     |
| 2022年9月22日  | ディオフィールド クロニクル                                          | PS4・PS5・Switch・Xbox One・Xbox Series X/S・Windows（Steam） | スクウェア・エニックス             |                                                                     |
| 2022年11月17日 | カードファイト!! ヴァンガード ディアデイズ                           | Switch・Windows（Steam）                                      | ブシロード                         |                                                                     |
| 2023年7月13日  | Ed-0: Zombie Uprising                                                | Windows（Steam）・PS5・Xbox Series X/S                        | ディースリー・パブリッシャー       |                                                                     |
| 2024年6月20日  | 無職転生 〜異世界行ったら本気だす〜 Quest of Memories                | PS4・Switch・Windows（Steam）                                 | ブシロードゲームズ                 |                                                                     |